# Aemiliana Löhr
Aemiliana Löhr OSB (* 24. Oktober 1896 in Düsseldorf; † 28. Juli 1972) war eine deutsche Benediktinerin.

## Leben
Nach der Profess 1928 in Herstelle studierte sie Literatur, Kunstgeschichte und Philosophie in Köln. Sie war im Schuldienst und literarisch tätig. Sie war Sekretärin der Äbtissin und Chronistin.

## Schriften (Auswahl)
- Das Symbol im christl. Sinne und seine künstlerische Verwendung. Christliche Kunst 28 (1932) 166–183.
- Jahr des Herrn. Regensburg 1934. (Amerikan. New York 1937, holländ. Brugge 1942). Umarb.: Das Herrenjahr ⁶1955. (Franz. Bruges 1946, span. Madrid 1955, ital. Padova 1956, engl. London 1958/1959, holländ. Brugge 1963).
- Eucharis. Das Lebensbild einer begnadeten Künstlerin: Eucharis Gorissen. Paderborn 1938.
- Ein Leben der Pascha-Erwartung, in: Liturgie und Mönchtum 2 (1948) 7–13.
- Des Endes Ende. Regensburg 1948.
- Das Böse und das Gute. Zwei Briefe über Jeremias Gotthelf. In Die christl. Frau. (Hg. G.Krabbel). Regensburg 1949, 113–131.
- Wort und Antwort. In Die Antwort. (Hg. M. Petermann), Düsseldorf 1950, 12–23.
- Vom Opfer, vom Zeugnis und von der Geduld, in: Liturgie und Mönchtum 6 (1950) 55–70.
- Der hl. Christophorus und die Wandlungen im christl. Heiligenkult. In Vom christl. Mysterium. (Hg. A.Mayer), Düsseldorf 1951, 227–259.
- Abend und Morgen – ein Tag. Die Hymnen der Herrentage und Wochentage im Stundengebet. Regensburg 1955. (Franz. P/Fri 1966).
- Haus des Gedächtnisses, in: Lebendiges Zeugnis Heft 1 (1956/1957) 35–52.
- Die Hl. Woche. Regensburg 1957. (Franz. P 1958, engl. London 1958, holländ. Roermond-Maaseik 1959, katal. Barcelona 1962, span. Madrid 1963, ital. Brescia 1964).
- Die Jungfräulichkeit als christl. Wesenshaltung nach Schrift und Liturgie, in: Liturgie und Mönchtum 30 (1962) 33–47. (Span. Madrid 1964, franz. P 1965).
- Heil aus der Mutter. Ebd. 65–84. (Span. Madrid 1964, franz. P 1965, ital. R 1967).
- „Er muß wachsen, ich muß abnehmen“. Bibel und Leben 8 (1967) 139–145.